# Partijstelsel

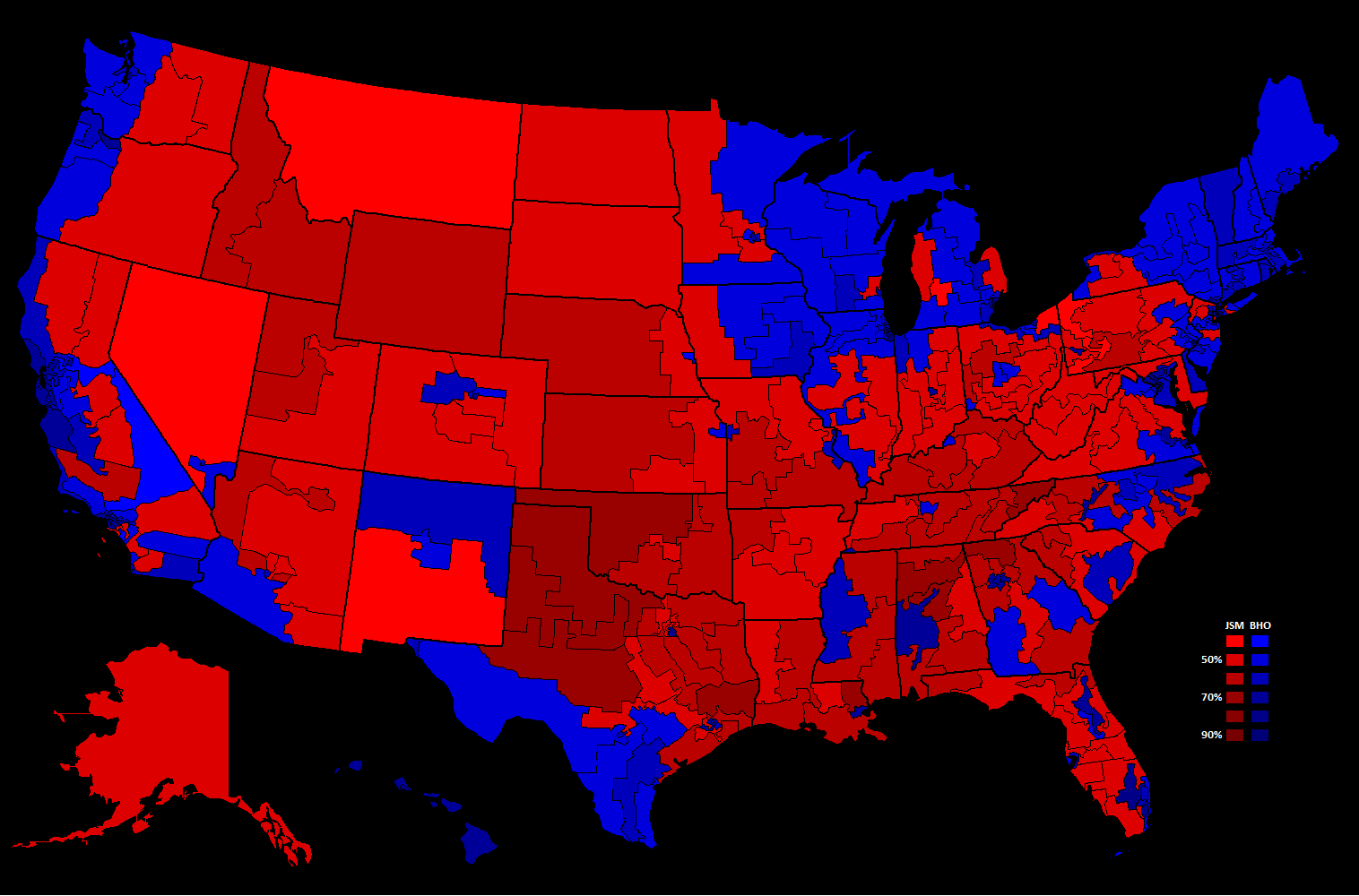
De Verenigde Staten hebben een tweepartijstelsel dat gedomineerd wordt door de Democraten en de Republikeinen.

Een partijstelsel is een benaming voor de wijze waarop verschillende politieke partijen zich binnen een natie ten opzichte van elkaar verhouden. Deze verhouding heeft een zeer grote impact op de soort partijen in het land en de bredere politieke cultuur. Partijstelsel is een zeer populair concept in de politieke wetenschappen en wordt vooral gebruikt om de regimes van verschillende landen met elkaar te vergelijken.
De term werd origineel uitgevonden door Europese politicologen die zich specialiseerden in de politieke structuur van de Verenigde Staten, zoals James Bryce en Moisey Ostrogorsky. De meest populaire versie van het concept werd uitgevonden door de Italiaanse politieke wetenschapper Giovanni Sartori. Hij maakt een opdeling tussen verschillende soorten partijsystemen op basis van het aantal relevante partijen en de mate van politieke fragmentatie.

## Indeling volgens het aantal partijen
Traditioneel wordt er in de eerste plaats een onderscheid gemaakt tussen de verschillende partijstelsels op basis van het aantal actieve partijen in een natie. Een zeer invloedrijke versie van deze opdeling werd gemaakt door de Franse socioloog Maurice Duverger.

### Eenpartijstelsel
Een eenpartijstelsel is een partijstelsel, waarin maar één partij aanwezig is. Aangezien maar één partij bij wet toegelaten wordt hebben deze landen geen openlijke of vrije verkiezingen. Sommige eenpartijstelsels verbieden enkel oppositiepartijen, maar laten wel kleinere partijen toe, die de dominante partij steunen. De meeste autoritaire regimes of dictaturen zijn een eenpartijstelsel.
Volgens politicoloog Andrew Heywood kan er een onderscheid gemaakt worden tussen twee soorten eenpartijstelsels.
1. In ideologisch gemotiveerde eenpartijstelsels neemt één partij de macht in handen met de intentie om de hele structuur van de maatschappij om te vormen op basis van hun ideologie. Het gebrek aan oppositie kadert hier binnen een bredere totalitaire politiek, waarin de partij probeert om ieder aspect van het dagelijkse leven te controleren. De fascistische en communistische regimes uit de 20ste eeuw zijn bekende voorbeelden van dit soort eenpartijstaten.
2. In dictatoriale eenpartijstelsels dient de partij het belang van een individu of groep zonder duidelijke ideologie. In tegenstelling tot ideologische eenpartijstelsels heeft de partij hier een veel minder grote invloed op het dagelijkse leven. Dictatoriale eenpartijstelsels ontstaan vaak in gebieden waar er sprake is van een machtsvacuüm.

Ondanks het gebrek aan externe oppositie is er in deze regimes wel vaak sprake van interne politieke strijd. Binnen de partijen ontstaan relatief stabiele groepen of fracties die zoals partijen streven naar macht. De bekendste hedendaagse voorbeelden van eenpartijstelsels zijn de Communistische Partij van China, de Koreaanse Arbeidspartij en de Communistische Partij van Cuba.

### Dominant partijstelsel
Een dominant partijstelsel is een partijstelsel dat gedomineerd wordt door één enkele partij, maar waarin oppositiepartijen niet bij wet verboden zijn. In deze staten is er sprake van verkiezingen en politieke oppositie, maar haalt één partij steeds een meerderheid van de stemmen en is er geen enkele partij die als evenwaardige concurrent gezien kan worden. Landen met een dominant partijstelsel worden dan ook gekenmerkt door een eenpartijbestuur. Net zoals bij een eenpartijstelsel is er binnen deze partijen wel sprake van fractionalisme.
Politicologen maken een belangrijk onderscheid tussen democratische dominante partijstelsels, waarin de dominante partij op basis van democratische middelen aan de macht blijft, en autoritaire dominante partijstelsels, waarin de dominante partij op ondemocratische wijze aan de macht blijft. Volgens verschillende critici vertonen democratische dominante partijstelsels echter ook veel autoritaire tendensen.
Voorbeelden van bekende dominante eenpartijstelsels zijn de Liberaal-Democratische Partij van Japan, Verenigd Rusland en Fidesz in Hongarije.

### Tweepartijenstelsel
Een tweepartijenstelsel is een partijstelsel dat gedomineerd wordt door twee partijen. Meestal bestaan er in deze landen meerdere partijen, maar zijn er maar twee die de verkiezingen winnen en het beleid bepalen. De rol die deze andere partijen of third parties spelen kan sterk variëren. In sommige landen worden nagenoeg alle verkiesbare posities ingenomen door een van de twee dominante partijen, terwijl in andere landen de kleinere partijen ook een aantal zetels weten te bemachtigen.
Voorstanders van een tweepartijenstelsel stellen dat het politieke stabiliteit in de hand werkt. Tegenstanders stellen dat het leidt tot polarisatie, corruptie en politieke vernieuwing in de weg staat. De meeste Commonwealth landen en ex-kolonies van het Verenigd Koninkrijk hebben een tweepartijstelsel. Voorbeelden hiervan zijn de Verenigde Staten, Australië en het Verenigd Koninkrijk. Vroeger hadden een hoop Latijns-Amerikaanse landen ook tweepartijstelsels, maar deze bewegen sinds de 21ste eeuw in de richting van een meerpartijenstelsel.

### Meerpartijenstelsel
In een meerpartijenstelsel is er politieke competitie tussen meer dan twee partijen. In meerpartijenstelsel haalt één partij zelden de meerderheid van de stemmen en is het nodig om coalities te vormen om een regering te vormen. Een speciale vorm van meerpartijenstelsels zijn bipolaire stelsels. Dit stelsel bestaat uit meerdere partijen, maar verdeelt deze partijen nog steeds op in groepen van twee. Een bekend voorbeeld van een bipolair stelsel is Frankrijk.
Voordelen van meerpartijenstelsel zijn dat het politieke vernieuwing toelaat, compromissen aanmoedigt en dat de diversiteit binnen regeringen leidt tot een grotere mate van democratische controle. De nadelen zijn de vaak grote politieke onstabiliteit, de traagheid en de moeilijkheid om coalities te vormen. De meeste Europese landen hebben een meerpartijenstelsel.

### Geenpartijstelsel
Een geenpartijstelsel is een partijstelsel waarin er geen partijen bestaan of de afwezigheid van een partijstelsel. In deze staten worden politieke verkiezingen georganiseerd, waarin politieke partijen geen enkele rol spelen. Vaak wordt dit gedaan om de nadelen van partijpolitiek of particratie te voorkomen. In veel landen worden verkiezingen voor enkele landen, zoals de president, georganiseerd binnen een geenpartijstelsel. Veel landen, zoals de Verenigde Staten, zijn opgericht als geenpartijstelsels en hebben pas later partijen ontwikkeld.
Voorbeelden van geenpartijstelsels zijn Tuvalu, het Vaticaan, Indonesië en de Verenigde Arabische Emiraten.

## De wet van Duverger

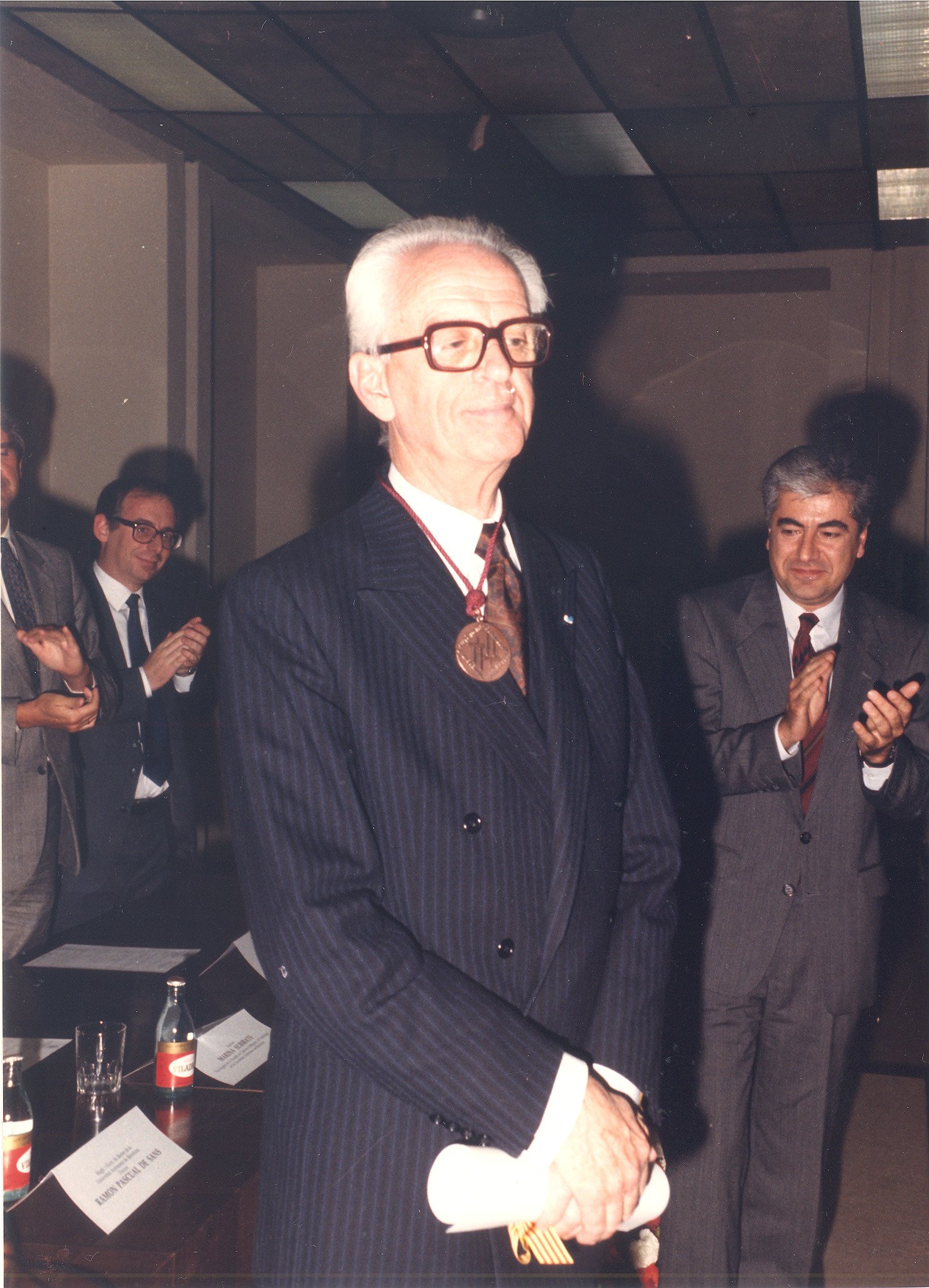
De Franse socioloog Maurice Duverger staat bekend voor de relatie die hij ontdekt heeft tussen kies- en partijstelsels.

De wet van Duverger is een wet uit de politieke wetenschappen die werd uitgevonden door de Franse socioloog Maurice Duverger. De wet stelt dat er een positieve correlatie bestaat tussen het kiesstelsel en partijstelsel, die door een natie gehanteerd worden. Hoe representatiever verkiezingen zijn, hoe meer kans dat het politiek systeem gekenmerkt zal worden door een meerpartijenstelsel. Duverger bespreekt in zijn onderzoek drie voorbeelden.
1. Een first-past-the-post- of meerderheidsstelsel is een kiesstelsel waarin een kandidaat een absolute meerderheid nodig heeft om een verkiezing te winnen. Per kiesdistrict kan er in dit systeem maar één kandidaat verkozen worden. Dit kiesstelsel is niet zeer representatief, aangezien het geen rekening houdt met de stemmen van burgers die niet voor de winnaar gestemd hebben. Duverger wijst erop dat aangezien een kandidaat in dit stelsel steeds meer dan vijftig procent van de stemmen nodig heeft om te winnen er in de meeste landen twee dominante partijen ontstaan. Daarom leidt een meerderheidsstelsel vaak tot een tweepartijenstelsel. De meeste landen in Engelstalige wereld hebben een meerderheidsstelsel.[10]
2. In een kiesstelsel met evenredige vertegenwoordiging worden er per kiesdistrict meerdere zetels verdeeld in verhouding tot het procentuele aantal stemmen die door de partij van de kandidaat behaald werd. Dit wil zeggen dat de resultaten een zo dicht mogelijke reflectie proberen te zijn van de reële verdeling van politieke meningen in de regio. Hoe minder kiesdistricten en hoe lager de kiesdrempel, hoe representatiever dit kiesstelsel is.[1] Aangezien een partij niet hoeft te winnen om een politiek mandaat te winnen, moedigt dit systeem het vormen van nieuwe partijen aan. Daarom leidt een evenredige vertegenwoordiging vaak tot meerpartijenstelsel. De meeste landen in Europa hebben een variatie op evenredige vertegenwoordiging.[10]
3. Het tweerondestelsel, dat vooral geassocieerd wordt met de Franse verkiezingen, is een synthese van de eerste twee kiesstelsels. In een tweerondestelsel moet de winnaar een absolute meerderheid van de stemmen halen, maar gebeurt dit verspreid over meerdere rondes. Iedere ronde vallen er kandidaten af met te weinig stemmen, zodat er uiteindelijk maar twee kandidaten overblijven. Het tweerondestelsel leidt tot een meerpartijenstelsel dat zich bipolair verdeeld, aangezien nieuwe partijen worden aangemoedigd, maar de partijen zich uiteindelijk steeds in twee kampen moeten opdelen.[11]

Er is veel academische aandacht voor de wet van Duverger. Ondanks dat niemand betwist dat er een duidelijke positieve correlatie bestaat tussen kiesstelsels en partijstelsels, betwijfelen veel politicologen de schijnbare wetmatigheid van deze relatie. Enerzijds wordt gesteld dat er behalve kiesstelsels ook andere belangrijke factoren zijn die het partijstelsel van een land bepalen. Zo kan een meerderheidsstelsel ook uitmonden in een dominant partijstelsel, als er geen concurrent bestaat. Anderen vragen zich dan weer af of het historisch correct is om te stellen dat een partijstelsel het gevolg zou zijn van een bepaald kiesstelsel. Zo wijzen verschillende academici erop dat in veel landen het kiesstelsel juist ontstond om een bepaald partijstelsel in stand te houden.

## Indeling volgens Sartori
De meest invloedrijke opdeling van partijstelsels komt van de Italiaanse politicoloog Giovanni Sartori. Hij stelde dat traditionele benaderingen niet genoeg focusten op de inhoudelijke standpunten van de partijen en enkel focusten op het aantal relevante partijen. Daarom werkt Sartori's opdeling met twee verschillende assen.
1. Op de eerste as wordt aangeduid hoe belangrijk politieke partijen zijn binnen het politieke systeem. Sartori was ervan overtuigd dat niet het aantal partijen, maar de relevantie van die partijen belangrijk was voor een partijstelsel. De relevantie van een partij kon volgens hem bepaald worden door twee eigenschappen. Enerzijds was een partij relevant wanneer deze coalitie potentieel had. Dat wil zeggen dat de partij regelmatig deel uitmaakt van de heersende coalitie. Anderzijds kon een partij ook relevant zijn wanneer hij over een blackmail potentieel beschikte. Dat wil zeggen dat de partij niet regelmatig regeert, maar vanuit de oppositie het beleid kan sturen.[4]
2. Op de tweede as wordt aangeduid hoever de partijen ideologisch van elkaar verwijderd zijn. De polarisatie binnen een politiek systeem wordt gemeten door de meest extreme partij langs linkerzijde met de meest extreme partij langs rechterzijde te vergelijken. Verder is het ook relevant of partijen de neiging hebben om ideologisch steeds verder uit elkaar te bewegen (centrifugaal zijn) of steeds meer naar het centrum bewegen (centripetaal zijn).[4]

Op basis van deze twee assen maakte Sartori een opdeling in vier mogelijke partijstelsels. Een partijstelsel met veel ideologische diversiteit is gepolariseerd en een partijstelsel met weinig ideologische verschillen is gematigd. Voor relevante partijen hanteert hij de klassieke opdeling in eenpartijstelsels, tweepartijenstelsels en meerpartijenstelsels.
Ondanks de populariteit van de typologie is ook Sartori's benadering niet zonder critici. Volgens politicologen zoals professor Steven Wolinetz is de opdeling van Sartori in de praktijk niet zeer nuttig, aangezien bijna ieder land in heel de wereld een gematigd meerpartijenstelsel is in zijn benadering. Wolinetz stelt dat het feit dat bijna alle onderzochte landen in dezelfde categorie thuishoren aantoont dat er geen relevante opdeling wordt gemaakt door Sartori.